# Langrune-sur-Mer

Langrune-sur-Mer este o comună în departamentul Calvados, Franța. În 1 ianuarie 2022 avea o populație de 1.893 de locuitori.